# Élections législatives de 1893 en Guadeloupe
Les élections législatives de 1893 en Guadeloupe ont eu lieu les 20 août et 3 septembre dans le département de la Guadeloupe dans le cadre des élections législatives françaises de 1893, sous la IIIe République.

## Mode de scrutin
La Chambre des députés est composée de 574 sièges pourvus au Scrutin uninominal majoritaire à deux tours, avec au moins un député par arrondissement.
Le mode de scrutin suit la Loi organique du 30 novembre 1875 sur l'élection des députés.
Ainsi l'article 18 précise qu'il faut réunir pour être élu au premier tour :
- la majorité absolue des suffrages exprimés ;
- un nombre de suffrages égal au quart des électeurs inscrits.

Au deuxième tour la majorité relative suffit. En cas d'égalité c'est le plus âgé qui est élu.
Dans le département de la Guadeloupe, un seul député est à élire.

## Élus
| Circonscription | Député sortant         | Parti ou Nuance | Parti ou Nuance    | Groupe            | Député sortant         | Parti ou Nuance | Parti ou Nuance | Groupe             |
| --------------- | ---------------------- | --------------- | ------------------ | ----------------- | ---------------------- | --------------- | --------------- | ------------------ |
| 1re             | Gaston Gerville-Réache |                 | Radical            | Union des gauches | Gaston Gerville-Réache |                 | Radical         | Union progressiste |
| 2e              | Émile Réaux            |                 | Républicain modéré | Union des gauches | Auguste Isaac          |                 | Radical         | Gauche radicale    |

## Résultats

### Première circonscription
- Elle regroupe la côte sous-le-vent et le sud de la Basse-Terre, avec les communes de Deshaies, Pointe-Noire, Bouillante, Vieux-Habitants, Baillif, Saint-Claude, Basse-Terre, Gourbeyre, Vieux-Fort, Trois-Rivières, Capesterre-Belle-Eau, Goyave.
- S'y ajoute les trois communes de Marie-Galante, Saint-Barthélémy, Saint-Martin et les deux communes des Saintes.

| Candidat       | Candidat                 | Parti          | Premier tour | Premier tour |
| Candidat       | Candidat                 | Parti          | Voix         | %            |
| -------------- | ------------------------ | -------------- | ------------ | ------------ |
|                | Gaston Gerville-Réache * | Rad            | 5 900        | 78,28        |
|                | Hildebert Bernus         | Rad            | 1 637        | 21,72        |
|                |                          |                |              |              |
| Inscrits       | Inscrits                 | Inscrits       | 14 542       | 100,00       |
| Votants        | Votants                  | Votants        | 7 558        | 51,97        |
| Abstention     | Abstention               | Abstention     | 6 984        | 48,03        |
| Blancs et nuls | Blancs et nuls           | Blancs et nuls | 21           | 0,28         |
| Exprimés       | Exprimés                 | Exprimés       | 7 537        | 99,72        |

### Deuxième circonscription
- Elle regroupe toute la Grande-Terre, plus le nord de la Basse-Terre, avec les communes de Baie-Mahault, Lamentin, Petit-Bourg et Sainte-Rose.
- S'y ajoute la commune insulaire de La Désirade.

- Émile Réaux (Rép mod), député de 1879 à 1881 et depuis 1889 ne se représente pas.

| Candidat       | Candidat               | Parti               | Premier tour | Premier tour | Deuxième tour | Deuxième tour |
| Candidat       | Candidat               | Parti               | Voix         | %            | Voix          | %             |
| -------------- | ---------------------- | ------------------- | ------------ | ------------ | ------------- | ------------- |
|                | Auguste Isaac          | Rad                 | 3 934        | 55,49        | 5 788         | 56,90         |
|                | POG                    | Hégésippe Légitimus | 3 008        | 42,43        | 4 378         | 43,05         |
|                | Édouard-Augustin Nobal | POF                 | 145          | 2,05         | 1             | 0,01          |
|                | Ferdinand Méloir       | Soc. ind.           | 0            | 0,00         | 6             | 0,06          |
|                |                        |                     |              |              |               |               |
| Inscrits       | Inscrits               | Inscrits            | 22 871       | 100,00       | 22 871        | 100,00        |
| Votants        | Votants                | Votants             |              |              | 10 202        | 44,61         |
| Abstention     | Abstention             | Abstention          |              |              | 12 669        | 54,39         |
| Blancs et nuls | Blancs et nuls         | Blancs et nuls      |              |              | 27            | 0,28          |
| Exprimés       | Exprimés               | Exprimés            | 7 090        |              | 10 175        | 99,72         |